# 제중원

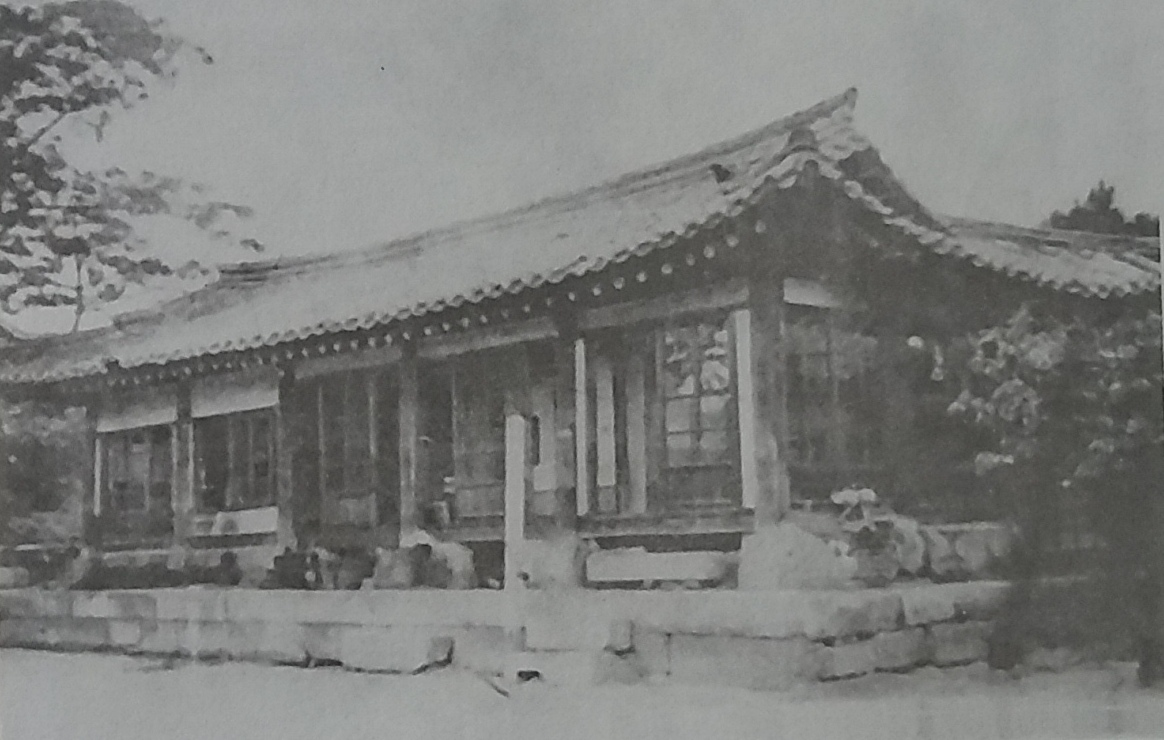
1885년 광혜원

제중원(濟衆院)은 조선 정부가 1885년 4월 14일(음력 2월 29일) 최초로 설립한 서양식 병원이며, 조선 정부가 최초로 설립한 교육병원이기도 하다. 본래 광혜원(廣惠院)이라는 이름으로 설립되었으나, 12일 후인 4월 26일(음력 3월 12일) 광혜원의 명칭이 취소되고 제중원으로 명명되었다.
1894년 동학농민전쟁, 청일전쟁, 일본군의 경복궁 점령, 갑오개혁 등으로 조선이 총체적 난국에 빠지고 일본이 제중원을 빼앗으려 하자, 고종과 조선정부는 제중원 소유권은 보유한 채 운영권을 미국북장로회 선교부로 이관하였다. 1904년 미국북장로회 선교부는 미국 사업가 세브란스의 지원을 받아 세브란스병원을 설립하였고 1905년 대한제국 정부는 제중원 부지와 건물을 환수하였다. 

## 이름
알렌은 처음에 '왕립병원'(His Corean Majesty's Hospital)이라는 이름을 제안했는데, 1885년 4월 12일에 의정부의 건의에 따라 처음에 널리(廣) 베푼다(惠)는 의미의 광혜원(廣惠院)이라는 이름이 붙여졌다. 그로부터 12일이 지난 뒤인 1885년 4월 26일에 국가가 백성에게 인정을 베푼다는 의미의 논어의 '박시제중'(博施濟衆)에서 따와 제중원(濟衆院)이라고 이름을 바꾸었다.

## 설립 배경과 과정
미 공사관 의사로 활동하던 선교사 호러스 뉴턴 알렌은 갑신정변 당시 중상을 입은 민영익을 치료하였는데, 이는 다른 서양 문물들과 함께 서양 의료의 필요성에 대해 탐색하고 있던 조선 정부에 이는 외과술을 통한 서양의학의 장점을 잘 보여준 사건이었다. 고종의 신임을 얻은 알렌은 고종에게 서양식 병원의 필요성에 대해 건의하였고 고종의 승인을 거쳐, 1885년 4월 갑신정변으로 역적이 된 홍영식의 집에서 조선 최초로 정부가 세운 서양식 병원인 제중원을 개원하게 된다. 
조선 정부와 알렌은 이 곳에 진찰실, 수술실, 대기실 등을 갖추었다. 제중원은 통리교섭통상사무아문(오늘날의 외교부)에 소속되어 있었다. 이후 1886년 10~11월경 제중원은 구리개(지금의 을지로 입구 하나은행 본점 자리에서 명동성당 방향 일대)로 자리를 옮겼다.

## 인력
알렌이 제중원의 초대 의사로 부임했으며, 그 후 윌리엄 스크랜턴, 존 헤론, 로버트 하디, 찰스 빈턴, 올리버 에이비슨, 맥라렌(McLaren), 호러스 언더우드 등의 의료 선교사들이 차례로 부임하여 환자들을 진료했다. 또한 제중원에는 제중원 당상(堂上)이란 직제가 존재하였으며, 이는 통리교섭통상사무아문(오늘날의 외교부) 독판(督辦, 지금의 장관)이나 협판(協辦, 지금의 차관)이 겸직하였다. 제중원 초창기에 주사로서는 관립 영어 교육 기관인 동문학(同文學) 출신 인사들이 배치되었다.

## 진료

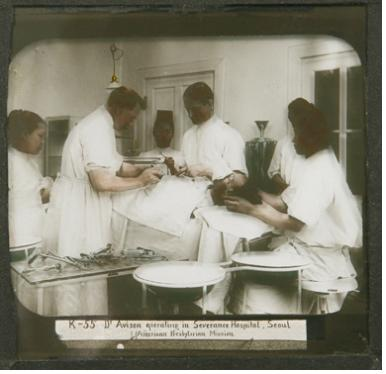
1904년, 원장 올리버 R. 에이비슨의 외과 수술 모습

1886년 알렌과 헤론이 미국 북장로회 해외 선교 본부에 제출하기 위해 작성한 《조선정부병원 제1차년도 보고서》에 따르면, 제중원은 개원 이래 첫 1년 동안 10,460명의 환자를 진료했다. 양반층은 주로 왕진을 요청했으며, 지방에서 진료를 받으러 오는 환자들도 적지 않았다. 치료받은 환자들의 주요 질환으로는 말라리아가 가장 많았고, 소화 불량, 각종 피부병, 성병(매독)도 많았고, 그 밖에 결핵, 나병, 기생충병, 각기병 등이 있었다.

## 의학 교육
제중원이 어느 정도 궤도에 오르게 되자 제중원과는 별도로 의학 교육 기관 설립에 관한 논의가 1885년 12월 시작되었다. 그 결과 1886년 2월 8일 외아문이 8도 감영에 관문을 내려, 각 도에서 3, 4명씩, 14세에서 18세의 총명한 청년을 발탁하고자 했고, 그해 1886년 3월 26일에는 국립 서양의학 교육기관인 제중원의학당을 세워 선발된 학생 16명의 교육을 시작했다. 그러나 1890년경 조선 정부의 재정난으로 말미암은 예산 부족과 알렌의 외교관 전직에 따른 학생들의 이탈로 제중원 의학당의 의학 교육은 중단되었다.
미국북장로회와 에비슨이 국립병원 제중원을 위수탁 운영하기 시작한 후, 그는 개인적으로 의학도들을 모아서 의학교육을 시작하였다. 정확한 재개 시점은 알 수 없으나 연세대학교 학적부에 따르면, 박서양이 1900년 8월 30일에 입학하였다고 되어있어, 박서양이 2학년일 때 5학년이었던 전병세의 경우에 대입하면, 최소한 1897년부터는 제중원에서의 의학 교육이 재개된 것으로 보인다.
1899년 안식년을 맞은 에비슨이 미국의 대부호 L. H. 세브란스로부터 교육에 필요한 자금을 마련하여 1900년 9월 제중원의학교를 정식으로 설립하여 본격적으로 의학교육을 시작했다. 임상각과 의학서적을 번역하고 각 과목을 강의하여 학생들로 하여금 내과·외과의 진찰부터 수술에 이르기까지 철저한 훈련을 받도록 하였다. 그 결과 박서양 등 7명의 학생은 8년 이상의 의학 교육을 마치고, 1908년 6월 3일 제중원의학교에서 이름을 바꾼 세부란시(세브란스)의학교를를 제1회로 졸업하였다. 이후 1911년에 6명의 2회 졸업생, 1913년에 5명의 3회 졸업생을 배출했다.

## 운영권 이관
1894년 동학농민전쟁, 청일전쟁, 갑오개혁 등 대사건들이 연달아 발생했다. 특히 1894년 7월 23일 새벽, 일본군이 경복궁을 점령해버린 사건은 고종에게 치명타였다. 고종은 연금 상태에 놓이게 되었고 조선 정부는 일본인 수중에 들어갔다. 이런 상황에서 고종과 조선 정부는 의료 선교사 에비슨의 요청을 수용하여 미국북장로회에 제중원의 운영권을 이관했다.
이관 후 진료 공간의 확장이 필요하다 여긴 에비슨은 1899년 미국 사업가인 세브란스로부터 거액의 기금을 기증받아 숭례문 밖 복숭아골(지금의 서울역 앞 연세재단 빌딩 자리)에 세브란스병원을 신축하여 1904년 완공하였고, 이에 따라 1905년 4월 미국북장로회 선교부는 대한제국 정부와 “제중원 반환에 관한 약정서”를 체결해 사용하던 기존의 건물 및 대지를 완전히 반환했다.

## 논란
한국내에서는 서양 의학의 원류로 그 권위가 인정되므로 전통과 정통성을 중시여기는 의과대학들 사이에서는 서로 자신이 제중원의 후신이라고 주장하고 있다. 연세대학교 의과대학(연세대학교 의료원), 서울대학교 의과대학(서울대학교병원) 등이 그러하다. 서울대 측은 제중원이 고종 황제가 설립한 국립기관이었다는 것을 주장의 근거로 삼고 있으며, 연세대학 측은 제중원 운영이 북장로회 선교회에 의해 이루어졌다는 것이 주장이 핵심이다.

## 사진

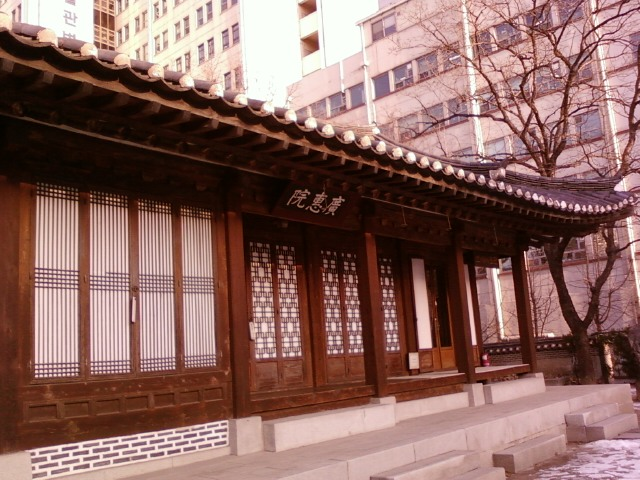
연세대학교 내에 복원된 제중원
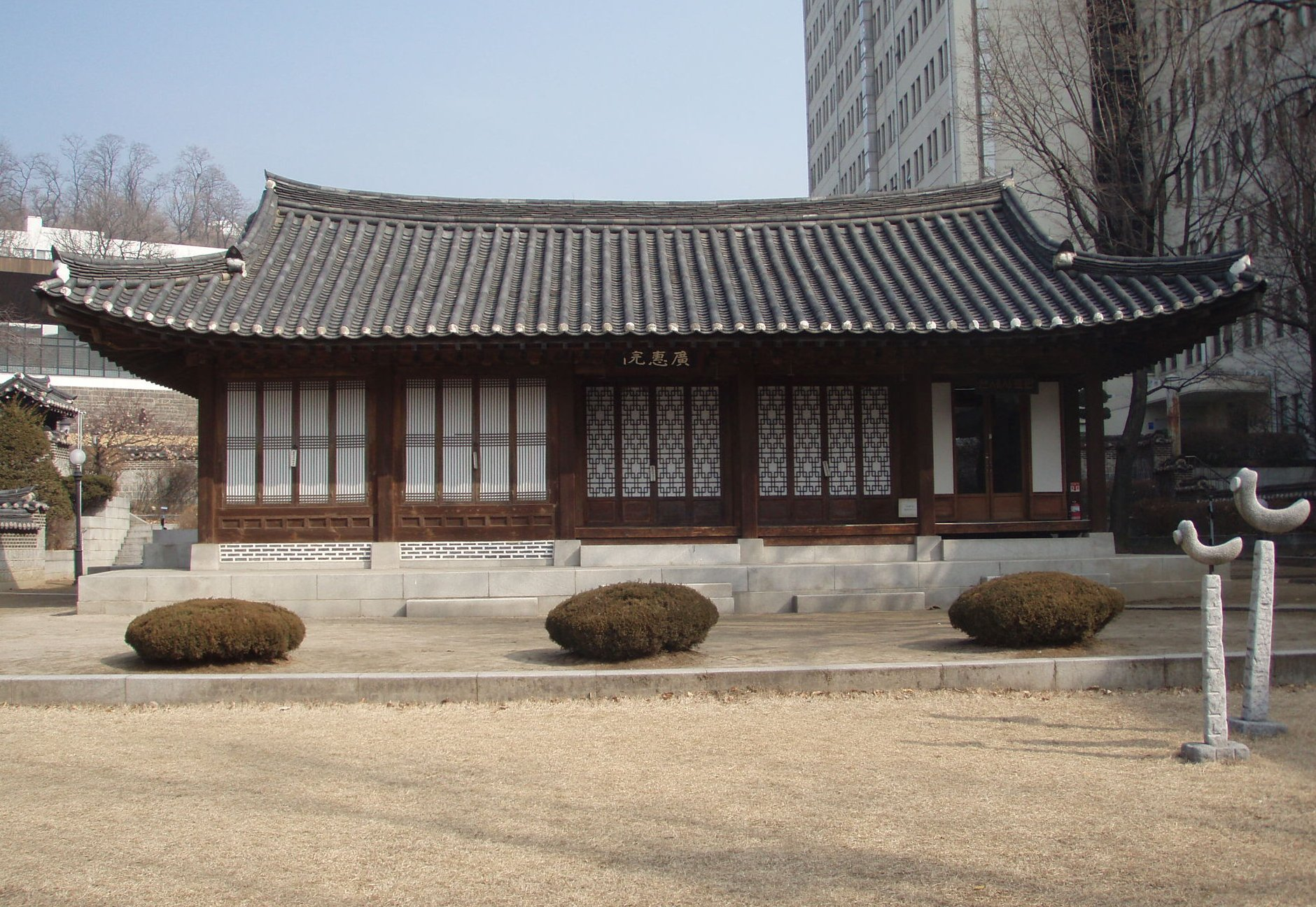
연세대학교 내에 복원된 제중원

## 같이 보기
- 로버트 새뮤얼 매클레이

### 내용주
1. ↑  국내 최초 서양식 의료 기관을 한국인을 대상으로 한 기관으로 국한하지 않는다면, 이는 부산 거주 일본인들을 위해 설립된 관립 제생의원이 된다. 부산 의료원에서 1938년 7월 마쓰오 고헤이(松尾 孝平)라는 일본인이 편찬한 《부산부립병원사(釜山府立病院史)》에 따르면 “부산 부립병원의 전신인 관립 제생의원이 강화도 조약을 체결한 해인 1876년 11월 13일 설립됐다.”라고 한다. 관립 제생의원은 일본 정부가 세웠고, 공식 개업은 이듬해인 1877년 2월 11일부터 시작하였다고 알려졌다.[1]
2. ↑  개칭이 아니라 원천무효화 방식에 해당하는 ‘개부표’를 사용하였다.[2][3]
3. ↑  제중원 개원 날짜가 1885년 4월인 것은 확실하나 정확한 날짜는 알 수 없다. 각각의 근거에 따라 4월 3일, 9일, 10일, 14일 설이 있다.
4. ↑  한성부의 재동(齋洞)으로, 지금의 헌법재판소 자리이다.
5. ↑   朝野新聞 明治19年(1886년) 7월 29일자의 기사에 나온 명칭이다.
6. ↑  남대문 밖 세브란스병원 개원 이후 교명도 제중원의학교에서 세브란스병원 의학교로 자연스럽게 변경되었다.
7. ↑   이때부터 꾸준히 졸업생들이 배출되어 2010년 국내 의과대학 최초로 100회 졸업식이 거행되었다.
8. ↑   제중원을 일본에 빼앗기는 것보다는 미국북장로회에 이관하는 것이 제중원의 보호는 물론 정치 외교적으로도 유리하다고 판단하였으리라 추측한다.[11]

### 참조주
1. ↑   日人 편찬 ＇부산부립병원사＇서 밝혀져 ＇부산의료원, 국내 最古 병원＇ 국제신문 2003년 6월 17일자.
2. ↑   고종실록 1885년 4월 26일 }}
3. ↑  광혜원의 개원과 제중원으로의 개칭과정 보관됨 2020-09-28 - 웨이백 머신 - i 세브란스
4. ↑  이경록;  외. (1998). “광혜원의 개원과 제중원으로의 개칭과정”. 《연세의사학》.
5. ↑  Allen, Horace N. (1991). 《알렌의 일기》. 단국대학교 출판부.
6. ↑  조선정부병원(제중원) 제1차년도 보고서(First Annual Report of the Korean Government Hospital, Seoul)
7. ↑  박형우, “제중원” 《몸과 마음》 2002, 103~127쪽.
8. ↑  박형우, 박윤재, 여인석, 김일순 (1999년 8월). “제중원에서의 초기 의학교육(1885-1908)” (PDF). 《대한의사학회지》 8 (1): 25–44. 2015년 4월 18일에 원본 문서 (PDF)에서 보존된 문서. 2015년 4월 18일에 확인함.
9. ↑  이만열. “한말 미국계 의료선교를 통한 서양의학의 수용”. 국사편찬위원회.
10. ↑  기창덕 (1994년 6월). “의학교육의 현대화 과정” (PDF). 《대한의사학회지》 3 (1): 72–129. 2016년 3월 5일에 원본 문서 (PDF)에서 보존된 문서. 2015년 4월 18일에 확인함.
11. ↑  알렌이 엘린우드에게 보낸 1894년 8월 26일자 및 11월 20일자 편지
12. ↑  외부대신 李夏英, 미국장로교 해외선교부 C. C. Vinton (1905년). 《제중원 반환에 관한 약정서》.